# Jürgen Nimptsch

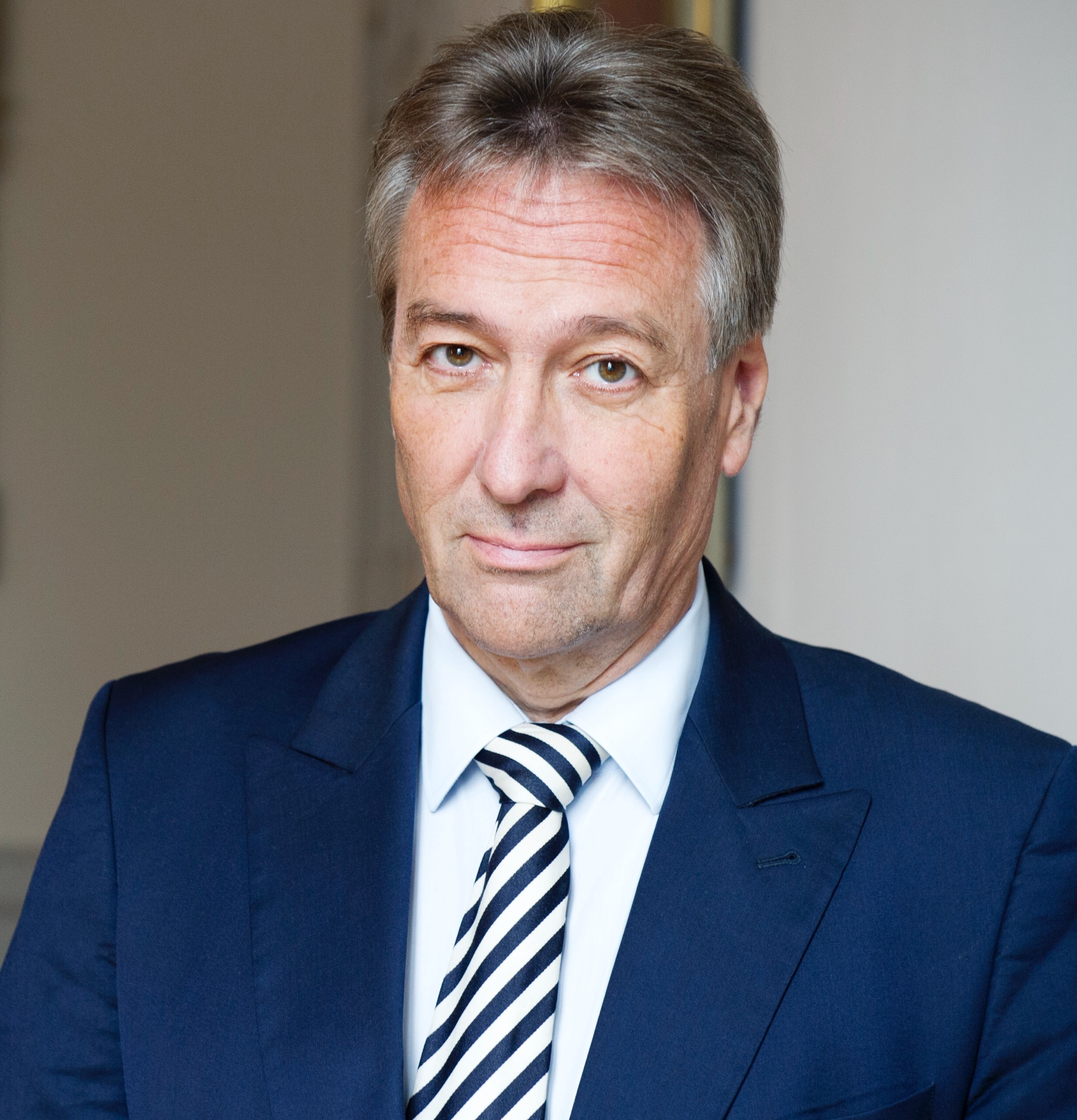
Jürgen Nimptsch (2015)

Jürgen Nimptsch (* 16. April 1954 in Wesseling) ist ein deutscher Politiker (SPD). Er war von 2009 bis 2015 Oberbürgermeister von Bonn.

## Leben
Jürgen Nimptsch wurde als Sohn eines Facharbeiters in Wesseling bei Köln geboren. Er ist seit 2001 mit der Lehrerin Hanne Hufschmidt verheiratet und hat einen Stiefsohn und eine Stieftochter.
Nach dem Besuch der katholischen Volksschule in Wesseling besuchte Nimptsch ab 1964 das damalige Städtische Gymnasium in Brühl, das er 1972 mit dem Abitur verließ. 1972 bis 1978 studierte er Germanistik und Sportwissenschaft an der Universität Bonn und war gleichzeitig 1975 bis 1979 nebenberuflich Lehrer an der Berufsschule Wesseling sowie an der Carl-Schurz-Realschule in Bonn. 1979 bis 1980 absolvierte er sein Referendariat am Studienseminar in Siegen. Seit 1980 war er zunächst Studienrat am Lise-Meitner-Gymnasium in Düsseldorf, seit 1981 am Ganztagsgymnasium in Troisdorf-Sieglar. Wegen seiner Kritik am nordrhein-westfälischen Ministerpräsidenten Johannes Rau, die Nimptsch später als Teil seiner „politischen Arbeit“ bezeichnete (zit. Nimptsch im Interview), wurde er 1988 nicht stellvertretender Schulleiter der neuen Gesamtschule Troisdorf, wurde dann aber 1991 ihr didaktischer Leiter. 1985 bis 1989 war Nimptsch Mitglied des Bezirkspersonalrates für die Lehrerinnen und Lehrer an Gymnasien im Regierungsbezirk Köln. 1996 bis 2009 war er schließlich Schulleiter der Integrierten Gesamtschule Bonn-Beuel.

## Politik
Nimptsch ist seit 1985 Mitglied der SPD und war Stadtrat in Troisdorf. Im November 2008 wurde er von der Bonner SPD als Oberbürgermeister-Kandidat für die Kommunalwahl 2009 nominiert, nachdem die damalige Amtsinhaberin Bärbel Dieckmann (SPD) auf eine erneute Kandidatur verzichtet hatte. Die Oberbürgermeisterwahl am 30. August 2009 hatte Nimptsch mit 40,91 % der Stimmen gegen sechs Mitbewerber, u. a. Christian Dürig (CDU) und Peter Finger (Die Grünen) für sich entschieden. Am 21. Oktober 2009 trat er das Amt des Oberbürgermeisters der Bundesstadt Bonn an, am 29. Oktober wurde er vor dem Stadtrat für sechs Jahren vereidigt.

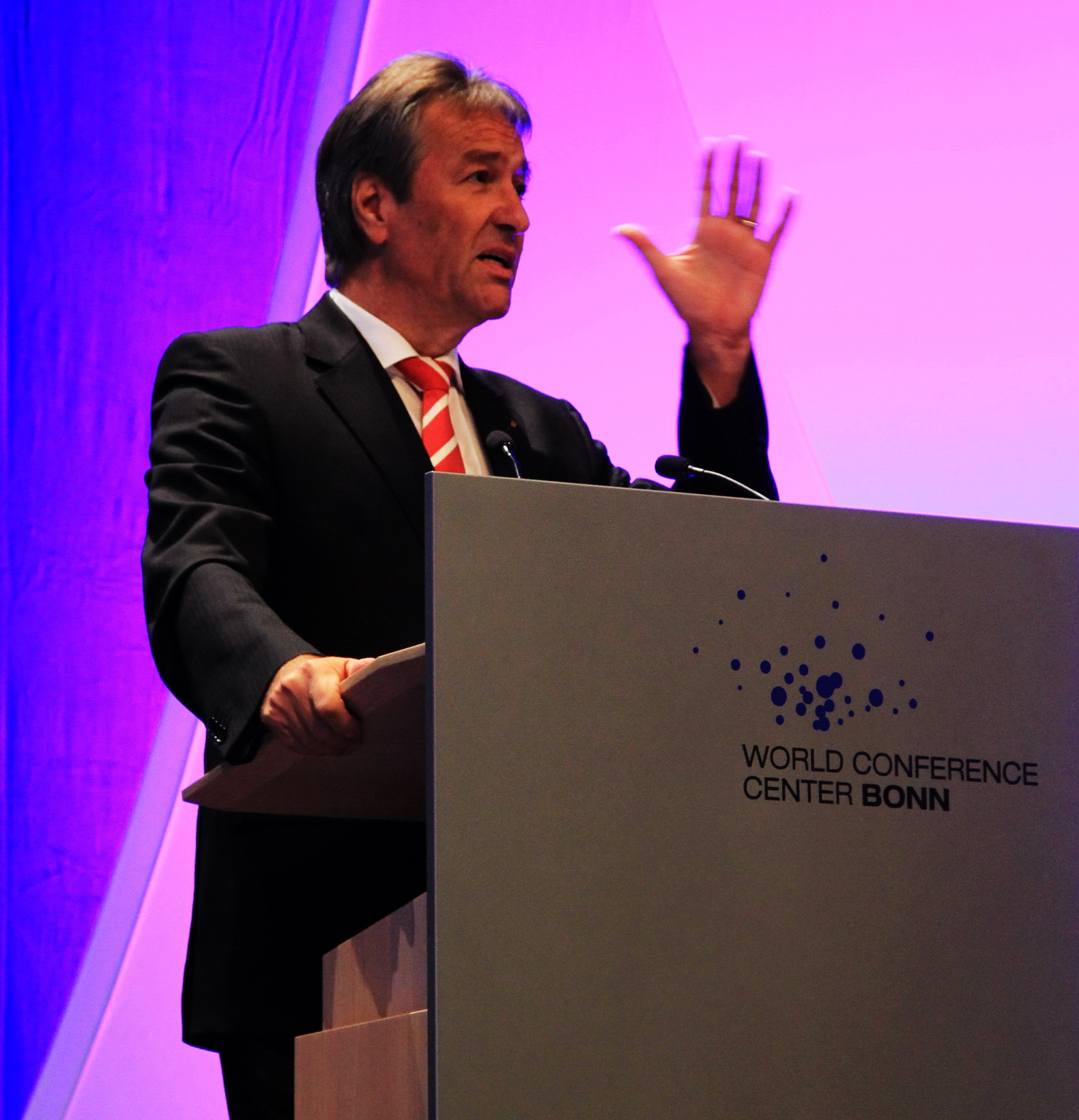
OB Nimptsch, Tag der offenen Tür, WCCB, 27. September 2015

Seine Amtszeit war im Wesentlichen geprägt durch zwei komplizierte Vorhaben, die er von seiner Vorgängerin übernommen hatte. Beim World Conference Center Bonn, das zwei Monate vor seinem Amtsantritt als „Die Millionenfalle“ immenses Aufsehen erregt hatte, rückte Nimptsch, u. a. wegen seiner umstrittenen Taktik mit Hilfe einer Garde von Anwälten („Prätorianer“), als Chef einer belasteten Stadtverwaltung, das Konferenzzentrum gegen die Mehrheit des Stadtrats umzusetzen, immer wieder in den Focus der Kritik. Eine weitere Belastung stellte der von Bärbel Dieckmann eingestellte Gebäudemanager Naujoks (SPD) dar. Der war als städtischer „Controller“ maßgeblich mitverantwortlich für den WCCB-Kostenskandal, wurde von Nimptsch trotz massiver Kritik aber gehalten. Nachdem erhebliche Schadensersatzforderungen der Stadt gegen Naujoks auf Grund von amtsinternen Versäumnissen vor Gericht scheiterten, sollte der am Ende doch noch mit einem „goldenen Handschlag“ verabschiedet werden. Darüber hinaus brachten die Angriffe gegen die preisgekrönte Aufklärungsstrategie des Bonner General-Anzeigers, dem er „Verdachtsjournalismus“ vorwarf, Nimptsch immer wieder in die Schlagzeilen. Nach langem Ringen mit Rat und Verwaltung um den richtigen Weg konnte das Konferenzzentrum aber doch noch in seiner Amtszeit fertiggestellt werden.
Auch sein Bemühen, das wegen fehlender Finanzierung letztlich gescheiterte Festspielhaus Beethoven am Ende mit Hilfe einer Bürgerbeteiligungsplattform im Internet über die vielen politischen und finanziellen Hürden zu bringen, fand selbst bei den Befürwortern des Projekts keinen Anklang.
Am 8. August 2014 teilte er mit, dass er bei der Bonner Oberbürgermeisterwahl 2015 nicht mehr kandidieren werde. Am 20. Oktober 2015 übergab er die Amtsgeschäfte seinem Nachfolger Ashok-Alexander Sridharan (CDU).

## Ehrenamtliche Tätigkeiten
Nimptsch ist Mitglied der Gewerkschaft Erziehung und Wissenschaft (GEW). Von 1981 bis 1985 war er stellvertretender Referatsleiter für Beamtenrecht und Tarifrecht beim Landesvorstand NRW, von 1984 bis 1990 Vorsitzender des Bonner Stadtverbandes der GEW und zugleich Mitglied im DGB-Kreisvorstand Bonn. Von 1988 bis 1996 war er Erster Bevollmächtigter der GEW im Bezirk Köln und Mitglied des Landesvorstandes der GEW NRW.
In der Zeit von 1984 bis 1988 war er SV-Bezirksverbindungslehrer im Rhein-Sieg-Kreis. Zwischen 1989 und 2001 war er alternierender Vorsitzender des Berufsbildungsausschusses der Industrie- und Handelskammer Bonn.
Von 2006 bis 2009 war er Vorsitzender des Fördervereins Stadtbibliothek Bonn e. V. Der Bundespräsident hat Nimptsch zum Mitglied des Kuratoriums der Stiftung Bundeskanzler-Adenauer-Haus bestellt. Er ist Vorsitzender des Kuratoriums der Alanus-Hochschule, Stellv. Vorsitzender des Vereins „Internationaler Demokratiepreis Bonn“, war bis 2024 Baas der Bühnenspielgemeinschaft des Kölner Männer-Gesang-Vereins und gehört zum Ratgeberkreis der Wertekommission – Initiative Werte Bewusste Führung e. V. Der Landschaftsverband Rheinland hat Jürgen Nimptsch für sein Engagement für die nachhaltige Förderung der rheinischen Kultur und des rheinischen Brauchtums 2024 mit dem Rheinlandtaler in der Kategorie „Kultur“ ausgezeichnet.

## Schauspielerische Tätigkeiten

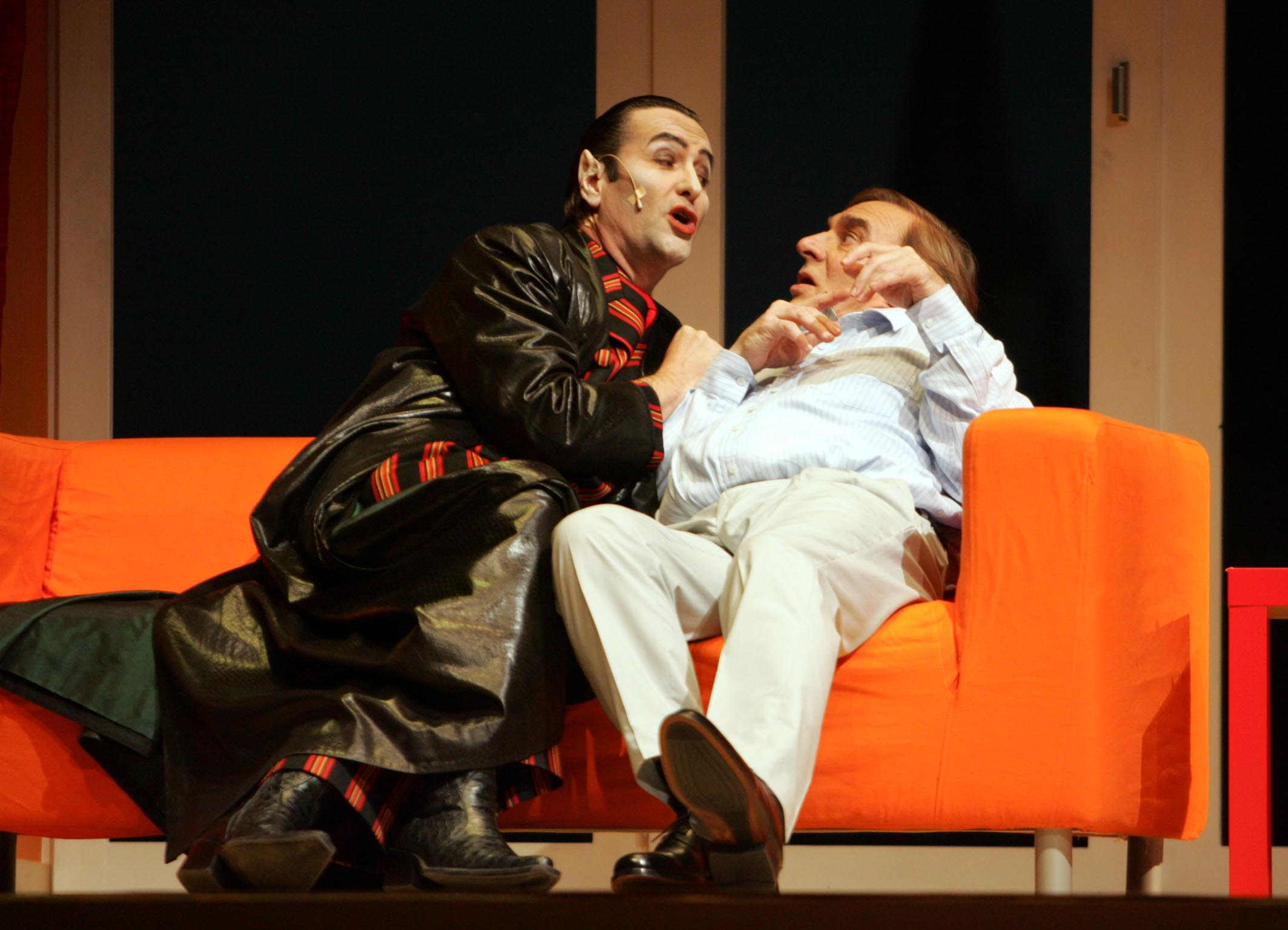
Jürgen Nimptsch (links) als Teufel in Jangk zom Deuvel (2006)

Jürgen Nimptsch war von 1998 bis 2009 und ist seit 2016 als Autodidakt Mitglied der Bühnenspielgemeinschaft „Cäcilia Wolkenburg“, deren Intendant (Kölsch: „Baas“) er von 2001 bis 2009 war und seit November 2017 wieder ist. Zusammen mit „Cäcilia Wolkenburg“ ist er bereits in den verschiedensten Stücken aufgetreten. Die wohl bekanntesten Auftritte hat „Cäcilia Wolkenburg“ jedes Jahr in der Karnevalszeit, wenn sie ihr so genanntes Divertissementchen, ein komisch-parodistisches Theater- oder Singspiel im kölschen Dialekt, das inzwischen auf eine über 135-jährige Tradition zurückblicken kann, in der Kölner Oper aufführen. WDR Fernsehen überträgt die Divertissementchen seit mehr als 25 Jahren im Rahmen seines Karnevalprogramms.
Nimptsch hatte bislang Theaterauftritte sowohl in Haupt- als auch in Nebenrollen unter anderem bei Dat hät jefunk (1998), Su nit, ehr Käls! (1999), Dat Ding em Rhing (2000), Schloss-Festspiele Ettlingen (2000), Nie mih Kölsch? (2001), Et Zauberhandy (2002), Schlossfestspiele Ettlingen (2002), Olympia am Ring (2003), Burgfestspiele Mayen (2004), Casanova en Kölle (2004), Vun nix kütt nix (2005), Jangk zom Deuvel (2006), Vun nix kütt nix II (2007), Ne Kölsche als Edelmann (2008) Klüngel op joot Kölsch (2009), Circus Colonia (2017), Die Rache von Melaten (2018) sowie in Offenbach (2019).

## Ehrungen
- 2024: Rheinlandtaler des Landschaftsverbands Rheinland
- 2025: Bundesverdienstkreuz am Bande

## Schriften
- Das Wäscherinnendenkmal in Beuel. In: Marion Uhrig-Lammersen, Sten Martenson (Hrsg.): Bonn – wo es am schönsten ist. 77 Lieblingsplätze. Siebenhaar-Verlag, Berlin 2008, ISBN 3-936962-48-0.
- Gesamtschule Bonn-Beuel, Qualitätsportrait der Preisträgerschule. In: Anne Mauthe/Ernst Rösner (Hrsg.): Schulqualität konkret. IFS-Verlag, Dortmund 2000, ISBN 3-932110-16-1.
- Offen für Kultur – Offen für die Arbeitswelt – Offen für das Leben. In: Gernod Röken (Hrsg.): Gesamtschule in Nordrhein-Westfalen: Die Reform geht weiter. Verlag Neue Deutsche Schule, Essen 1996, ISBN 3-87964-291-5.
- Wenn Schule wieder Spaß macht … – 6 Thesen zur Reform des Schulwesens. In: Autonomie der Schule. Curio-Verlag, Hamburg 1994.